# Dieter Geerlings
Pour les articles homonymes, voir Geerlings.
Dieter Geerlings, né le 15 juillet 1947 à Emmerich am Rhein (Rhénanie-du-Nord-Westphalie, Allemagne), est un prélat catholique allemand, évêque auxiliaire de Münster de 2010 à 2017.

## Biographie

### Principaux ministères
Après des études en théologie et en philosophie catholique à l'université de Münster. Il est ordonné prêtre le 20 mai 1973, en la grande cathédrale de Münster, par Mgr Heinrich Tenhumberg.
De 1973 à 1977, il est nommé chapelain de l'église Saint-George de Bocholt. En 1979, il devient responsable de la paroisse Saint-Willibrord à Clèves-Kellen puis est nommé directeur spirituel et président de la communauté de la jeunesse catholique diocésaine (KJG). En 1980, il devient vicaire de l'église paroissiale de Saint-Martin à Herten-Westerholt.
En 1984, il est nommé vicaire régional pour le Bas-Rhin et recteur de la chapelle Saint-Norbert de Xanten.
En 1988, Mgr Reinhard Lettmann le nomme président de la branche diocésaine de l'association Caritas et vicaire de la cathédrale de Münster.
Parallèlement, il sert comme curé à Malteser-Hilfsdienstes et comme conseiller spirituel des catholiques responsables des services sociaux.
En 1995, il est nommé chanoine du chapitre de la cathédrale de Münster par Mgr Reinhard Lettmann. En 2001, il succède à Mgr Josef Voß (de) comme président de l'Association des hôpitaux catholiques d'Allemagne (KKVD).

### Épiscopat
Le 31 mai 2010, il est nommé évêque titulaire de Tacapae et évêque auxiliaire de Münster par le Pape Benoît XVI. Il est alors consacré le 29 août, dans la cathédrale de Münster, par Mgr Felix Genn, assisté de Mgrs Reinhard Lettmann et Heinrich Maria Janssen (de). Le pape François accepte sa démission le 24 novembre 2017.

## Source
- (de) Cet article est partiellement ou en totalité issu de l’article de Wikipédia en allemand intitulé « Dieter Geerlings » (voir la liste des auteurs).